# 成羽川
成羽川（なりわがわ）は、高梁川水系の最大支流で広島県北東部から岡山県西部に流れる一級河川。広島県域では東城川とも呼ばれる。

## 地理
広島県と鳥取県境の広島県庄原市東城町小奴可の道後山（標高1,269m）に源を発し南流。東城の市街地を縦断後、東に向きを変える。吉備高原（神石高原）から岡山県側の高梁市備中町まで侵食による深く美しい渓谷美を作り出し、高梁市中心部で高梁川に合流する。
延長77.7km（うち広島県内45.2km、岡山県内32.5km）、流域面積は929.5km2で高梁川水系全体の流域面積の約35%を占めている｡

## 発電所
成羽川は、岡山県内で最初に水力発電所が設置された川である。吹屋銅山へ送電するために建設された笠神発電所が運転開始したのは1902年（明治35年）10月9日であり（現在は田原ダムの底に沈む）、これ以降も井川・帝釈川・成羽川の各発電所が次々に建設された。そして1968年には岡山県南への電力と工業用水の需要拡大に対応するため、成羽川発電所を廃止した上で日本最大規模の重力式アーチダムである新成羽川ダムを根幹施設とした中国電力 新成羽川発電所など3ヶ所のダム・発電所が完成し、同時に、備中湖という人造湖が形成された。

## 流域の自治体
広島県
庄原市、神石郡神石高原町(帝釈川）
岡山県
高梁市、新見市（支流のみ）

## 利水施設
- 新成羽川ダム（岡山県高梁市備中町西油野/高梁市備中町平川、中国電力が所有および管理する岡山県最大のダム。）
- 田原ダム（岡山県高梁市備中町東油野/高梁市備中町平川）
- 黒鳥ダム（岡山県高梁市備中町長屋）